# Георгиос Касапидис
Георгиос Димостени Касапидис (на гръцки: Γεώργιος Δημοσθένη Κασαπίδης) е гръцки политик от Нова демокрация.

## Биография
Родена е в 1971 година в македонския град Кожани. Завършва Агрономския факултет на Солунския университет. Избиран е за депутат от Кожани на изборите в 2004 година и оттогава е многократно избиран за депутат. На 20 март 2004 година е избран за секретар на Президиума на парламента. В 2019 година е избран за областен управител на Западна Македония и встъпва в длъжност на 1 септември.